# NGC 6493A
NGC 6493A (NGC 6491) je spiralna galaktika u zviježđu Zmaju. Naknadno je utvrđeno da je NGC 6491 ista galaktika.

## Vanjske poveznice
- (engl.) SEDS: NGC 6493
- (engl.) Hartmut Frommert: Revidirani Novi opći katalog
- (engl.) Izvangalaktička baza podataka NASA-e i IPAC-a
- (engl.) Astronomska baza podataka SIMBAD
- (engl.) VizieR
- (engl.) Auke Slotegraaf: NGC 6493 Deep Sky Observer's Companion
- (engl.) Courtney Seligman: Objekti Novog općeg kataloga: NGC 6450 - 6499